# Gyachung Kang
Gyachung Kang (en nepalí:ग्याचुङ्काङ, Gyāchung Kāng; (xinès)) és una muntanya de 7.952 metres situada en la secció Mahalangur Himal de l'Himàlaia. És el pic més alt entre Cho Oyu (8.201 m) i el Mont Everest (8.848 m). Es troba a la frontera entre el Nepal i el Tibet i la seva prominència és de tan sols 700 metres.

## Escalada
Aquesta muntanya va ser escalada per primera vegada el 10 d'abril de 1964 per Y. Kato, K. Sakaizawa i Pasang Phutar i l'endemà per K. Machida i K. Yasuhisa.
La cara nord va ser escalada per primera vegada el 1999 per una expedició eslovena.